# Bruscolo nell'Alaska
Bruscolo nell'Alaska (Big Man from the North) è un film del 1930 diretto da Hugh Harman e Rudolf Ising. È un cortometraggio animato uscito in sala intorno al 22 novembre del 1930, prodotto dalla Leon Schlesinger Productions e distribuito dalla Warner Bros. e dalla Vitaphone Corporation.

## Trama
Il cartone inizia durante una tempesta di neve, al quartier generale della polizia montata, dove un sergente sta aspettando che arrivi Bosko. Quando il giovane arriva, il vento è così forte che il sergente non riesce a chiudere la porta e Bosko cerca di aggrapparsi ai pantaloni del suo superiore, finendo sulla parete della stanza con le braghe in mano. Bosko ridà i pantaloni al suo superiore, che gli mostra un manifesto da ricercato con una ricompensa di 5000 dollari e la scritta "vivo o morto". Il sergente ordina al suo sottoposto di catturare il criminale in questione.
Bosko esce dal quartier generale e si avventura al freddo e al gelo su una slitta guidata da tre cani, uno dei quali è più piccolo degli altri. La slitta attraversa varie colline innevate finché non si schianta sulla parete esterna di un saloon; l'impatto ha fuso i tre cani in uno solo, e Bosko ci mette qualche secondo per riprendersi, dopodiché entra con due rivoltelle in mano. Nel locale Honey balla e canta uno scat per la gioia dei clienti. Rilassatosi per un attimo, Bosko rimette le pistole in tasca e si unisce alla baldoria, ballando e cantando con Honey e poi suonando il pianoforte. Dei castori accompagnano la musica con delle percussioni prodotte quando sbattono le loro code su un bancone.
All'improvviso, entra il bandito, con una gamba di legno e pistole alla mano. Egli entra nel locale mentre Bosko cerca di farsi coraggio per lo scontro che sta per avvenire. Bosko afferra la sua pistola, mira in direzione del ruffiano e spara, ma scopre che la sua pistola conteneva al posto dei proiettili un tappo di sughero. Allora il criminale prende la sua arma e, prima che possa sparare al povero Bosko, il giovane sputa su una lampada a gas appesa sopra di lui, lasciando il locale nel buio.
Nell'oscurità si sentono degli spari, e quando torna la luce il cattivo si trova ansimante tra vari tavoli vuoti e sedie rovesciate. Quando il criminale si gira, Bosko spunta con una mitragliatrice e colpisce in pieno il posteriore del bandito. Imperterrito, il nemico inferocito brandisce una sciabola e insegue Bosko fino all'entrata del locale: Bosko si aggrappa alle doppie porte e riesce a farvi incastrare la testa del maramaldo. Approfittandone, Bosko prende la spada e la conficca nel deretano del criminale. Ancora più infuriato da questo affronto, il criminale insegue di nuovo Bosko fino all'altro capo del bar, dove Bosko prende un fucile dal muro e spara, colpendo il farabutto. L'esplosione lascia il criminale senza pelliccia, rivelando il suo corpo magrolino, pertanto egli fugge via dalla vergogna. I clienti ritornano sul luogo dello scontro e ringraziano il loro eroe, che fa qualche inchino mentre il cartone finisce.

## Distribuzione
La prima proiezione a noi nota di questo corto nelle sale cinematografiche degli Stati Uniti risale più o meno al 22 novembre del 1930. Assieme ad altre pellicole aventi come protagonista Bosko, questo cartone venne proiettato per la prima volta in Italia il 29 febbraio del 1932.